# Голубкина, Мария Андреевна
Мари́я Андре́евна Голу́бкина (при рождении Мари́я Никола́евна Щерби́нская; род. 22 сентября 1973, Москва, СССР) — советская и российская актриса театра и кино, теле- и радиоведущая.

## Биография
Родилась 22 сентября 1973 года в Москве.
Училась в московской средней общеобразовательной школе № 188.
В 1995 году окончила Театральное училище имени Б. Щукина. С 1996 года — актриса московского театра Сатиры, с 2007 по 2010 год — Московского драматического театра имени А. С. Пушкина.
В 1990 году дебютировала в кино в фильме Вячеслава Криштофовича «Ребро Адама».
В 2005—2006 годах входила в состав жюри игр высшей лиги КВН, выходивших на «Первом канале».
В 2007 году вела дневное шоу на радио «Маяк»
С 2012 по 2014 год — ведущая шоу «Девчата» на телеканале Россия-1 вместе с Ириной Салтыковой, Ольгой Шелест, Аллой Довлатовой, Маргаритой Митрофановой, Юлией Куварзиной, Туттой Ларсен, Мариной Голуб и Юлией Барановской.
В 2014 году возвращается на радио «Маяк»: с 3 апреля того же года — соведущая дневного шоу «Любовь и голуби» совместно с Маргаритой Митрофановой.
В 2015 году приняла участие в литературно-просветительном проекте «Быть поэтом!».
Более 20 лет[уточнить] увлекается конным спортом.

## Семья
Мать — Лариса Голубкина (1940—2025), народная артистка РСФСР. Отец (по документам) — Николай Георгиевич Щербинский-Арсеньев (род. в 1945), сценарист, режиссёр, оператор, писатель и поэт. По другой версии, отцом является актёр Алексей Баталов.
Отчим — Андрей Миронов (1941—1987), народный артист РСФСР (1980).
Муж (1995—2008) — Николай Фоменко — заслуженный артист РФ (1999), автогонщик.
Дети — Анастасия (1998) и Иван (2003).
Встречалась с сыном актёра Василия Ливанова, Борисом Ливановым (род. 2 апреля 1974) — телеведущим.

## Фильмография
- 1990 — Ребро Адама — Настя, младшая дочь Нины Елизаровны
- 1992 — Завтра — Ленка
- 1993 — Сыскное бюро «Феликс» — Настя
- 1994 — Хоровод — Виолетта
- 1999 — Святой и грешный — дочь Тудышкина
- 2000 — Свадьба — Света
- 2000 — Вместо меня — Маша
- 2001 — Афера — Марина Соколова
- 2001 — Ералаш — (выпуск № 147, сюжет «Водопроводчик»)[9] — учительница
- 2001 — Пятый угол — Линда, подруга Ани
- 2003 — Небо и земля — Юлия
- 2003 — Не привыкайте к чудесам... — Ольга
- 2003 — Француз — Анна
- 2004 — Личный номер — Татьяна
- 2004 — Московская жара — Мария
- 2004 — Джек-пот для Золушки — Наташа
- 2005 — Брежнев — Софья
- 2005 — Есенин — Софья Толстая
- 2006 — Девочки — Алёна
- 2007 — Ленинград — Агеева
- 2007 — Живописная авантюра — Виктория Гагарина
- 2008 — Сказка о женщине и мужчине — учительница Мария Павловна
- 2009 — Деревенская комедия — Галина
- 2011 — Откровения — Инна, портниха
- 2011 — Понаехали тут — Татьяна
- 2011 — Чокнутая — Екатерина Кержакова, капитан милиции
- 2012 — Соловей-Разбойник — Устинья, игуменья
- 2013 — Вверх тормашками — Зоя Ольговна Саламатникова, автослесарь
- 2013 — Путь лидера — тётя Стеша
- 2014 — Москвичка
- 2014 — Разрывая замкнутый круг / Tyghyryqtan zhol tapqan — водитель автобуса
- 2016 — Жемчуга — Аглая Сиверс
- 2016 — Куба — Ирина Анатольевна Одинцова
- 2016 — Садовое кольцо — Катя
- 2016 — Синхронистки
- 2019 — Куба. Личное дело — Ирина Анатольевна Одинцова
- 2020 — Два берега — Клавдия
- 2020 — Ни к селу, ни к городу — Мила
- 2021 — Ни к селу, ни к городу 2 — Мила
- 2022 — Обоюдное согласие — Анастасия Дмитриевна Смирнова, следователь
- 2023 — Госпожа — Токмакова